# تيودور شامبيون
تيودور شامبيون (بالفرنسية: Théodore Champion) هو دراج فرنسي، ولد في 14 فبراير 1873 في جنيف في سويسرا، وتوفي في 31 أغسطس 1954 في Chêne-Bougeries ‏ في سويسرا.
كان ثيودور شامبيون، راكب دراجات سويسريًا وجامع طوابع وتاجر طوابع، وأُضيف إلى قائمة هواة جمع الطوابع المتميزين في عام 1937. وُلد في جنيف وحصل على الجنسية الفرنسية في عام 1948.

## رياضة الدراجات الهوائية

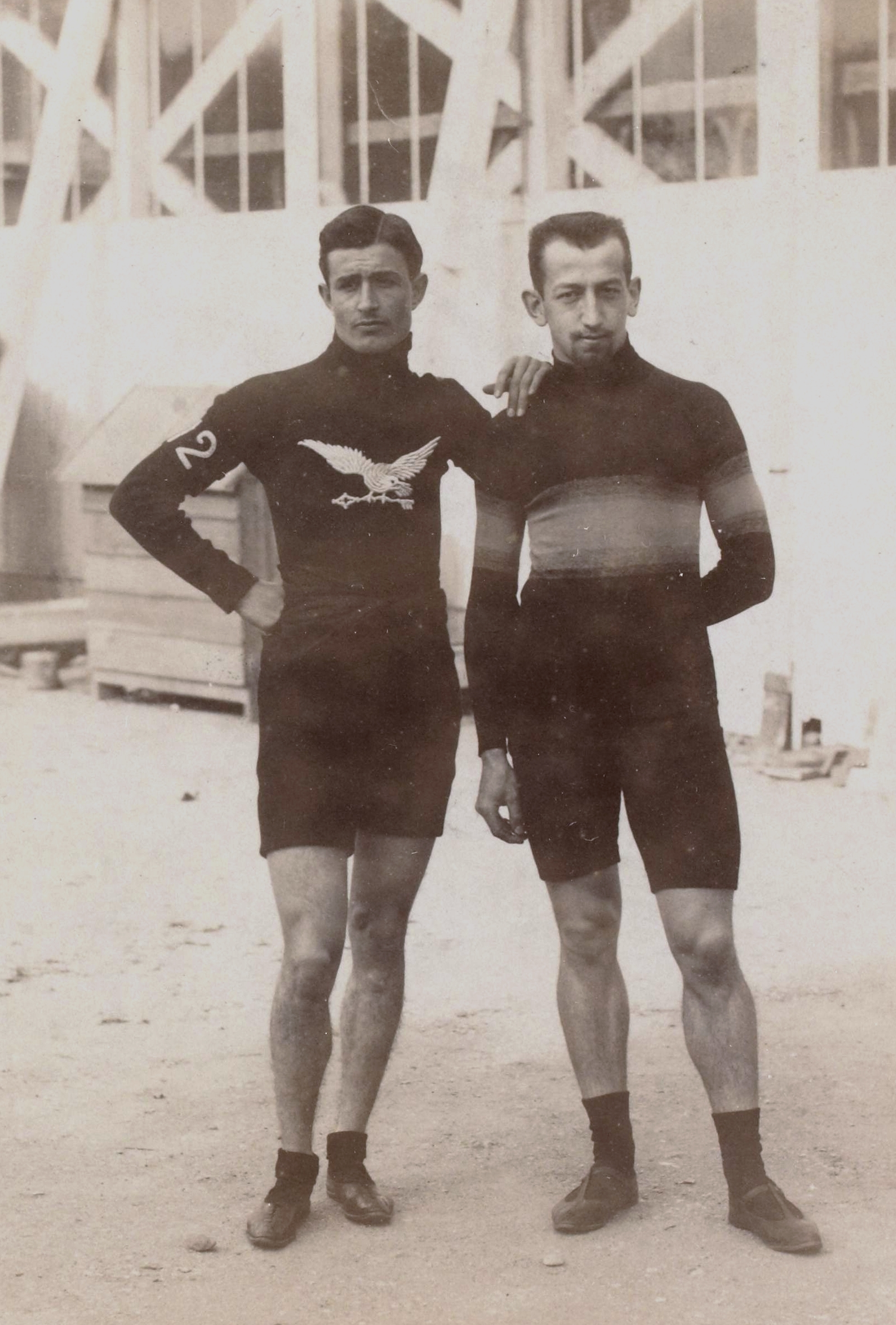
تيودور تشامبيون مع هنري هينيبيرغ في باريس (1898)

كان تيودور شامبيون من الجيل الأول من راكبي الدراجات السويسريين. فاز ببطولة سويسرا في سباقات السرعة أربع مرات (1892، 1893، 1895، و1896). وفي عام 1895، حلّ ثانيًا في سباقات الطرق ضمن بطولة سويسرا.

## هواية جمع الطوابع
كان ثيودور تشامبيون ابنًا لموظف بنك وأمٍّ تهوى جمع الطوابع. بحث مع شقيقه أدريان في صناديق بنك والده عن الطوابع. وقيل إنهما باعا مجموعتهما بمبلغ كبير من المال ليُريا والدهما المتشكك فضائل جمع الطوابع.
انتقل إلى باريس عام 1899 وعمل لدى ألفريد فوربين. في عام 1902، اشترى وكالة فوربين للطوابع البريدية ليتمكن الأخير من التركيز على الطوابع المالية.
كان تشامبيون أحد مؤسسي متحف باريس البريدي، حيث ترك لهُ قطعًا قيّمة من مجموعته.

## التكريم
عُرضت صورة ثيودور تشامبيون عدة مرات على الطوابع:
- أصدرت ليختنشتاين طابعًا خاصًا عام 1969.
- أنتيغوا عام 1993.
- مونتسيرات عام 2002 على مجموعة من أربعة طوابع تكريمًا لرولاند هيل.

## وصلات خارجية
- معلومات عن مسيرة تشامبيون في ركوب الدراجات.
- الموقع الإلكتروني لشركة ثيودور شامبيون.
- ثيودور شامبيون على موقع أرشيف الدراجات (الإنجليزية)